# Manturowo (Kursk)
Manturowo (russisch Манту́рово) ist ein Dorf (selo) in der Oblast Kursk in Russland mit 2767 Einwohnern (Stand 14. Oktober 2010).

## Geographie
Der Ort liegt gut 70 km Luftlinie ostsüdöstlich des Oblastverwaltungszentrums Kursk im südwestlichen Teil der Mittelrussischen Platte, am kleinen Fluss Seim Pusaty, der etwa 10 km südlich von rechts in den Seim mündet.
Manturowo ist Verwaltungszentrum des Rajons Manturowski sowie Sitz der Landgemeinde (selskoje posselenije) Manturowski selsowet, zu der außerdem die fünf Dörfer Orlowka (11 km nordnordwestlich), Rjabinowo (7 km nordwestlich), Swinez (7 km westlich), Perwoje Saseimje und Werchoseimje (aneinander anschließend etwa 2 bis 10 km nördlich entlang dem Seim Pusaty) sowie die Weiler (chutor) Grebjonnoje (12 km westsüdwestlich), Kolodesek (11 km westlich), Malaschkowo (10 km westlich) und Saseimskaja Set (5 km nordwestlich) gehören.

## Geschichte
Der Ort wurde frühestens um die Wende zum 16. Jahrhundert, aber wahrscheinlicher gegen Ende des Jahrhunderts durch Umsiedler gegründet. Deren Herkunft ist ebenfalls nicht gesichert: entweder aus der Rechtsufrigen Ukraine oder dem Gebiet um Rjasan, wo es ebenfalls ein Dorf namens Manturowo gibt, auf das die Bezeichnung zurückgehen könnte. Die erste gesicherte urkundliche Erwähnung des Dorfes stammt von 1710.
Ab 1779 gehörte Manturowo zum neu gebildeten Ujesd Tim der Statthalterschaft Kursk, ab 1797 Gouvernement Kursk. Es entwickelte sich bis ins 19. Jahrhundert zu einem lokal bedeutsamen Handelszentrum, hatte den Status einer Sloboda unter der Namensform Manturowka und wurde Sitz einer Wolost.
Nach Einführung der Rajongliederung gehörte Manturowo zunächst ab 1928 zum Timski rajon. Nach Bildung der Oblast Kursk am 13. Juni 1934 wurde am 18. Januar 1935 ein neuer Rajon mit Verwaltungssitz in Manturowo ausgegliedert.
Im Zweiten Weltkrieg wurde Manturowo 29. November 1941 von der deutschen Wehrmacht eingenommen und zunächst am 4. Dezember 1941 von der Roten Armee zurückerobert. Während ihres Vorrückens auf Woronesch konnte die Wehrmacht das Dorf am 3. Juli 1942 erneut einnehmen, bis zu seiner endgültigen Befreiung am 13. Februar 1943.
Am 1. Februar 1963 wurde der Rajon vorübergehend aufgelöst, aber am 23. März 1977 wiederhergestellt.

### Bevölkerungsentwicklung
| Jahr | Einwohner |
| ---- | --------- |
| 1897 | 3567      |
| 1939 | 2510      |
| 1959 | 2048      |
| 1979 | 2074      |
| 1989 | 2992      |
| 2002 | 2819      |
| 2010 | 2767      |

Anmerkung: Volkszählungsdaten

## Verkehr
Manturowo liegt an der Regionalstraße 38K-032, die 7 km östlich von der 38K-021 Tim – Grenze zur Oblast Belgorod (– Stary Oskol) abzweigt und weiter zum 13 km südlich gelegenen Dorf Seim führt. Dort befindet bei Kilometer 22 der 1943 erbauten Strecke Sarajewka–Gubkin–Stary Oskol die nächstgelegene Bahnstation Kriwezkaja. In Manturowo zweigt in westlicher Richtung die Regionalstraße 38K-032 über das benachbarte Rajonzentrum Solnzewo nach Obojan ab, wo Anschluss an die föderale Fernstraße M2 Krim besteht.